# NGC 6294
NGC 6294 (другое обозначение — ESO 519-**6) — двойная звезда в созвездии Змееносец.
Этот объект входит в число перечисленных в оригинальной редакции «Нового общего каталога».